# Ludwig von dem Markte
Ludwig von dem Markte (* im 14. Jahrhundert; † 14. Mai 1391 in Wesel) war Prior im Dominikanerorden, Titularbischof in Phocaea und Weihbischof in Verden, Minden und Münster.

## Leben
Ludwig von dem Markte war Prior des Dominikanerklosters Wesel, als er am 21. November 1354 zum Weihbischof in Phocaea ernannt und im Bistum Verden als Weihbischof eingesetzt wurde. 1357 wird er als Weihbischof in Münster genannt. Hierfür gibt es keine Überlieferung. Als Weihbischof in Minden findet er 1358 urkundliche Erwähnung. Ludwig von dem Markte wurde im Chor des Klosters in Wesel beerdigt; ein Indiz dafür, dass er auch im Bistum Münster gewirkt hat.

## Weihehandlungen
- 17. August 1358 Ablass für die Besucher der Kirche in Idensen